# Gevorg Avetisjan
Gevorg Avetisjan (* 10. dubna 1959, Jerevan, Arménská SSR, SSSR) je arménský podnikatel, který působí v České republice. Jeho nejznámějším produktem je medový dort Marlenka, vyráběný stejnojmennou firmou podle staroarménské rodinné receptury.

## Život
Gevorg Avetisjan se narodil a vyrostl v arménském Jerevanu, jeho rodina ale původně žila v tureckém městě Van. Jeho předkové byli arménští obchodníci, pradědeček vyráběl cukrářské delikatesy v Istanbulu. Stal se však obětí arménské genocidy (1915–1918).
Gevorg vystudoval žurnalistiku, později obor průmyslový design na univerzitě v Jerevanu. Pět let podnikal, projektoval interiéry pro firmy. Když ale vypukla první válka o Náhorní Karabach (1988–1994), rozhodl se pro emigraci. Dvě malé děti, ženu a matku přestěhoval na přelomu let 1994 a 1995 z Jerevanu přes Moskvu do Prahy. Na život v Praze ale neměl dost peněz, tak se usadil v Ostravě. Žil s rodinou v ubytovně pro ukrajinské dělníky. Později se přestěhoval do Frýdku-Místku. Neuměl česky a rok nemohl sehnat práci. Nakonec si pronajal bar s hracími automaty, ale zkrachoval a přišel o zbylé peníze. Neměl peníze ani na letenky, aby se vrátil zpátky do Arménie.
Je přesvědčen, že z této situace mu pomohl Bůh. V zoufalé chvíli ho zaujal zanedbaný frýdecký kostel svatého Jošta. Všiml si, že poničený má i kříž na věži. Zašel za místním farářem a svých posledních 20 tisíc korun mu dal na opravu a pozlacení kříže. „Do týdne jsem měl plnou hospodu. Začalo se dařit, ze dne na den.... Po roce jsem už měl nejlepší hernu ve Frýdku,“ tvrdí Avetisjan.
Když začal vydělávat, koupil pozemek a postavil dům. Po pěti letech tak mohl do Česka pozvat sestru s rodinou. Jednoho dne si pak na jižní Moravě dal v restauraci jako dezert medovník. Uvědomil si, že jejich rodinný recept je mnohem lepší – řekl tedy sestře, která hledala práci, ať ho upeče. V cukrárně známého se dort hned prodal. V roce 2003 tak Avetisjan založil firmu Marlenka international (ve stejné době se mu narodila dcera Marlene) s jediným zaměstnancem a výrobou u sestry v kuchyni. Už po několika měsících si ale hledali pronájem prostor a další zaměstnance.
V roce 2009 dostal po spuštění nové výrobní linky infarkt – linka byla špatně seřízená a čtvrt roku produkovala tuny nepovedených dortů na vyhození. Firma se kvůli tomu dostala na pokraj krachu.
Několikrát marně žádal o české občanství. Jeho žádosti byly přes splnění všech podmínek opakovaně zamítány, ač řádně platil daně a zaměstnával stovky lidí. Úřady mu české občanství udělily až v roce 2015.
Do rozvoje společnosti Marlenka investoval Avetisjan v průběhu let 2009–2018 více než miliardu korun. V žebříčku nejvýkonnějších rodinných firem za rok 2020 českého vydání časopisu Forbes se Marlenka umístila na 3. místě – s ročními tržbami ve výši 539 mil. Kč, roční EBITDA 194 mil. Kč a 289 zaměstnanci.
| „                  | Nic jsem neplánoval. Všechno to vzniklo spontánně. | “ |
| — Gevorg Avetisjan |                                                    |   |

### Osobní život
Je rozvedený, z prvního manželství má dva dospělé syny, s přítelkyní vychovává nejmladší dceru – Marlenku.

## Filantropie
Gevorg Avetisjan finančně podpořil vydání knihy Holokaust a jiné genocidy (2015).

## Ocenění
- Medaile Za zásluhy o stát v oblasti hospodářské (2021)[6]